# Nafarroa Oinez
Nafarroa Oinez (en euskera: Navarra andando), es la celebración anual organizada por las ikastolas de Navarra, en concreto por la Federación de Ikastolas de Navarra (NIE, por sus siglas en euskera: Nafarroako Ikastolen Elkartea) con el fin de promover el euskera y recaudar fondos para la creación o mantenimiento de uno de estos centros educativos. Los centros de enseñanza públicos que imparten el modelo D de Navarra realizan, por su parte, otra fiesta anual.
La iniciativa surgió inicialmente en 1969 debido a la situación de «alegalidad» de las ikastolas en Navarra. y la falta de subvenciones públicas para el desempeño de su actividad reglada, imitando los actos que se realizaban en otras localidades. Con el tiempo se ha convertido en un acontecimiento multitudinario en favor del euskera que, además de otros actos, reúne todos los años a unas 100.000 personas en un recorrido previamente establecido en el que se desarrollan diversas actividades y espectáculos.

## Historia
En Alsasua (Navarra), el 21 de junio de 1981 se celebró la primera edición del Nafarroa Oinez que desbordó las expectativas iniciales congregando a más de 30.000 personas. Alsasua fue el lugar elegido por ser en esa localidad donde se edificó el primer centro de Navarra para la enseñanza en euskera Se recaudaron tres millones de pesetas (18.000 euros) que sirvieron para sufragar los gastos de la construcción. En las primeras ediciones al visitante se le hacía una ficha en la entrada y por cada kilómetro recorrido obtenía un sello conmemorativo. 
La situación de alegalidad de las ikastolas navarras supuso que fueran los propios padres los que costearan los gastos de funcionamiento de las mismas, puesto que al contrario que el resto de centros de la comunidad foral, las ikastolas no recibían subvenciones institucionales para impartir la educación secundaria obligatoria (ESO). Esta situación se alargó durante diez años; la celebración del Nafarroa Oinez suponía una oportunidad para sufragar dichos gastos.
En la edición de 1983 se produjo el cambio de fecha trasladándose del periodo estival al otoño.
En 1990 se doblaron las previsiones superando las 100.000 personas, cifra que se ha mantenido aproximadamente en ediciones posteriores, dependiendo de la climatología. El acto en favor del euskera despertó brevemente en esas fechas el mayor apoyo de las máximas instituciones navarras, encabezadas por su presidente del Gobierno Foral Juan Cruz Alli que asistió a la celebración. Siendo esta la única edición en la que haría acto de presencia el presidente foral o las máximas autoridades de UPN, que habitualmente no participan directamente en el evento, al contrario que el resto de fuerzas políticas que tradicionalmente sí acuden al mismo.[cita requerida]
En 2003 fue la primera vez que tuvo que ser suspendido por la lluvia siendo las donaciones privadas las que paliaron las necesidades económicas de la ikastola de Lumbier.

## Símbolos del Nafarroa Oinez
Las ediciones del Nafarroa Oinez cuentan tradicionalmente con varios símbolos identificativos como son la canción a modo de himno musical de cada edición, que se recoge en un videoclip, el lema y el cartel anunciador del evento.
Para su creación se suele contar con personalidades de renombre cultural o social y así, en la elaboración del himno han participado en algunas ediciones, entre otros muchos Miguel Induráin, Aurora Beltrán, el jugador y entrenador de fútbol Cuco Ziganda, el maestro Turrillas o el grupo de rock Barricada.
En 2004, Kepa Junkera, fue el autor de «Pasazazu». En 2005 la canción fue compuesta por Ataka Kolorez, que era una propuesta conjunta de los grupos: Leihotikan, Skalariak y Los Hurakanes compuesta a partir de un poema de la alsasuarra Castillo Suárez. En 2006 repitió el grupo navarro Skalariak y en el 2008 la canción se titulaba Atera ezazu mihia.
Otro elemento característico es el lema anual de cada evento que coincide con el título de la canción. Algunos de ellos han sido:
| - 1990 Ezina ekinez egina (El reto realizado con trabajo) - 1991 Oinez euskaraz bizi (Viviendo el euskera caminando) - 1992 Euskarari bidea eginez (Haciendo camino al euskera) - 1993 Har hitza (Toma la palabra) - 1994 Bideosoan (En todo el camino) - 1995 Inoiz baino gehiago (Más que nunca) - 1996 Herri kolore (Color popular) - 1997 Lan ta lan, auzolan (Trabajar y trabajar, en equipo) - 1998 Ametsa Eraikiz (Construyendo un sueño) - 1999 Jaso dezagun euskara (Levantemos el euskera) - 2000 Buru belarri (Con total dedicación) - 2001 Herria de gorputza, Hizkuntza, bihotza (El pueblo es el cuerpo, la lengua, el corazón) - 2002 Muga guztien gainetik (Por encima de todas las fronteras) - 2003 Harritz Herri, Irunberri (juego de palabras compuesto en rima por "Harritz", "Harri=piedra" + "Haritz=roble", "Herri=pueblo/país", Iruberri=Lumbier) - 2004 lizarran@euskaraz.bai (En Estella@euskera.si) - 2005 Oinknez! (Onomatopeya del grito del jabalí, dentro de la palabra Oinez) | - 2006 «Baietz oraingoan!» (¡Ahora si!) - 2007 Giltza daukagu (Tenemos la llave) - 2008 Atera ezazu mihia (Saca la lengua) - 2009 Txikiak Handi (Pequeño es grande) - 2010 Munduz mundu (Por todo el mundo) - 2011 Hamaika 11n (Un montón en 2011) - 2012 kolore&hitz (color y palabra/muchas palabras) - 2013 Taupadaz bat egin! (Unidos a través de los latidos) - 2014 Esan, Izan, Zangozan (Di, sé, en Sangüesa) - 2015 Hamabortz, ama bat (Quince, una madre) - 2016 Hartu, tenka, tira! (Agarra, tensa, tira!) - 2017 Bikin batin (Con dos, hacemos uno) - 2018 Bizi (Vive) - 2019 Izan Argi! (¡Sé luz!) - 2020 aplazada y cancelada - 2021 Hegan Oinez (Volar caminando) - 2022 Erdiain erein (Sembrar en el centro) - 2023 Hotsein! (¡Reivindica!) - 2024 Piztu! (¡Fomenta!) |

## Lista de localidades que han organizado elNafarroa Oinez
En sus 43 ediciones diversas localidades han organizado la celebración:
- Sakanako Ikastolak (Echarri y Alsasua, 1981)
- Baztan Ikastola (Elizondo, 1982)
- Labiaga Ikastola (Bera, 1983)
- Herri Ikastola (Pamplona, 1984)
- Lizarra Ikastola (Estella, 1985)
- Ikastola de Tafalla (Tafalla, 1986)
- Zangozako Ikastola (Sangüesa, 1987)
- Tantirumairu Ikastola (Lesaca, 1988)
- Andra Mari Ikastola (Echarri, 1989)
- Lizarra Ikastola (Estella 1990)
- Paz de Ziganda Ikastola (Villava, 1991)
- Erentzun Ikastola (Viana, 1992)
- Iñigo Aritza Ikastola (Alsasua, 1993)
- Labiaga Ikastola (Bera, 1994)
- Argia Ikastola (Tudela, 1995)
- Andra Mari Ikastola (Echarri, 1996)
- Ikastola de Tafalla (Tafalla, 1997)
- Zangotzako Ikastola (Sangüesa, 1998)
- Jaso Ikastola (Pamplona, 1999)
- Ikastola San Fermin (Cizur Menor, 2000)
- Ibaialde Ikastola (Lodosa y Sartaguda, 2001)
- Argia Ikastola (Tudela, 2002)
- Arangoiti (Lumbier, 2003)
- Lizarra Ikastola (Estella, 2004)
- Iñigo Aritza Ikastola (Alsasua, 2005)
- Labiaga Ikastola (Bera, 2006)
- Erentzun Ikastola (Viana, 2007)
- Jaso Ikastola (Pamplona, 2008)
- Andra Mari Ikastola (Echarri Aranaz, 2009)
- Paz de Ziganda Ikastola (Villava, 2010)
- Ikastola de Tafalla (Tafalla, 2011)
- Ikastola San Fermin (Cizur Menor, 2012)
- Argia Ikastola (Tudela, 2013)
- Zangotzako Ikastola (Sangüesa, 2014)
- Baztan Ikastola (Elizondo, 2015)
- Ikastolas Ibaialde y Erentzun (Lodosa y Viana, 2016) (Los actos del año se celebraron en Lodosa y el Oinez Eguna en Viana)
- Tantirumairu Ikastola (Lesaca, 2017)
- Iñigo Aritza Ikastola (Alsasua, 2018)
- Argia Ikastola (Tudela, 2019)
- Lizarra Ikastola (Estella, 2021)
- Ikastola de Tafalla (Tafalla, 2022)
- Ikastola Andra Mari (Echarri-Aranaz, 2023)
- Zangozako Ikastola (Sanguesa, 2024)

## ElNafarroa Oinez2008
El Nafarroa Oinez de 2008 con 693 alumnos y 80 trabajadores y consistió en un recorrido de más de 7 kilómetros que congregó durante todo el 20 de octubre de 2008 a 90.000 personas y discurrió por cuatro barrios de la capital navarra. fue organizado por la Ikastola Jaso de Pamplona, fundada en 1980, que cuenta en su centro multilingüe (euskera-castellano-inglés)
En su interior se celebraron multitud de actos y conciertos de muy diversos estilos que abarcaron desde la música tradicional al jazz, hip-hop, la percusión africana o la música celta con más de 40 grupos como Kerobia, Betagarri, Oskorri o The Cheese&Road Ensemble, además de grupos de Francia  o Bolivia.
Otros lugares de interés en el interior del recorrido fueron entre otras muchos, el estand del parque temático navarro Senda Viva, tómbola, talleres de creación para niños/as, paellada gigante, exhibiciones de deporte rural, la venta de los productos oficiales de la edición, la tienda de venta de material didáctico y educativo en euskera o la degustación de talos.
Se da la circunstancia de que, al tratarse de un acto al aire libre en el mes de octubre, las inclemencias meteorológicas han obligado en algunas ocasiones a suspender los actos previstos, como fue el caso del Nafarroa Oinez del año 1999, por lo que nuevamente en el año 2008 volvió a celebrarlo la citada Ikastola Jaso.

## Artea Oinez
A pesar de que el evento estrella es el recorrido del circuito, también se celebran distintos actos paralelos como un cross popular o la exposición «Artea Oinez» configurada como una exposición de arte contemporáneo itinerante que recorre las localidades vascas. 
En el «Artea Oinez 08» estuvieron presentes artistas como Néstor Basterretxea, José Miguel Corral, Xabier Soubelet, Txomin Badiola, Joxe Ulibarrena, Sagrario San Martín, Alfonso Ascunce, Peio Azketa, Angel Arbe, Antonio Eslava, Teresa Sabaté o Dora Salazar. La fundación-museo Jorge Oteiza cedió una escultura de bronce llamada el «Centauro Vasco» para realizar la exposición y así conmemorar el centenario del nacimiento del artista, que también contó con un grabado de gran formato que Eduardo Chillida regaló a la ONG Medicus Mundi.

## Organización
Habitualmente en el recorrido a pie se diferencian cinco áreas temáticas que desarrollan actividades a lo largo de todo el día.
En el 2008, diversas empresas públicas y privadas patrocinaron los actos y pertenecían a diversos sectores como la banca (Caja Laboral, Caja Navarra, Caja Rural), los medios de comunicación (ETB, Diario de Noticias de Navarra y Noticias de Gipuzkoa), telefonía (Euskaltel) o empresas alimentarias (Conservas Pedro Luis) y asociaciones como Udalbide. Asimismo contó con numeroso apoyo institucional pues son numerosos los consistorios que aportan cantidades a estos actos.
Se disponía en 2008 de un servicio de limpieza que trabajan los días posteriores al evento, formado por más de 500 personas voluntarias que se encargan de dejar el recorrido en las condiciones en las que se encontraba. Otras 1500 personas trabajan durante el evento y los días anteriores realizando las labores propias de organización.
Renfe suele ofrecer trenes especiales para facilitar el transporte de visitantes.

## Celebraciones similares
Otros eventos similares en favor del vascuence son:
- Kilometroak en Guipúzcoa.
- Herri Urrats en el País Vasco Francés desde mayo de 1984.
- Ibilaldia en Vizcaya.
- Araba Euskaraz en Álava.
- Mar del Plata Eskuz que se celebra en la localidad argentina de Mar de Plata en honor al Nafarroa Oinez.